# Rushmere (single van Mumford & Sons)
Rushmere is een nummer van de Britse folkrockband Mumford & Sons uit 2025. Het is de eerste single van hun gelijknamige vijfde studioalbum.
Na de single Good People (2024), die een iets ander geluid had dan als te doen gebruikelijk, keert Mumford & Sons op Rushmere weer terug naar de folkrock waar fans ze van kennen. Rushmere behandelt thema's als nostalgie en het verlangen naar verloren momenten van vrijheid. De titel verwijst naar de pond 'Rushmere' in de vijver van Wimbledon Common (Zuidwest-Londen), waar Marcus Mumford, Ben Lovett en Ted Dwane regelmatig rondhingen en hun ideeën uitwisselden over een band. Het nummer bereikte 43e positie in de Britse verkooplijst, maar haalde de officiële Britse hitlijst vooralsnog niet. Ook in Nederland bereikte het nummer (nog) geen hitlijsten.

## Tracklijst
Muziekdownload
1. "Rushmere" - 3:12